# 地域資料
地域資料（ちいきしりょう）とは、特定の地域で刊行されるか生産された資料のこと、またはその地域に関して記述されている資料のこと。昭和以前の各種資料については、地域史料と呼ばれることも少なくない。

## 地域資料とは
図書、逐次刊行物（雑誌）、小冊子などの文献資料のほかに、視聴覚資料、博物館資料などが含まれる。従来は地域資料と郷土資料が同義語として扱われていたが、今日では郷土資料は地域資料の一部であるとする考え方が一般的であり、郷土資料と地方行政資料の総称が地域資料であるとされる。公共図書館が率先して収集すべき資料であるとされる。